# Circuit de la Sarthe 2016
El Circuit de la Sarthe 2016 va ser la 64a edició del Circuit de La Sarthe. La cursa es disputà en quatre etapes, una d'elles dividida en dos sectors, entre el 5 i el 8 d'abril de 2016, amb inici a Château-du-Loir i final a Arnage. La cursa formava de l'UCI Europa Tour, amb una categoria 2.1.
El vencedor final fou el francès Marc Fournier (FDJ) gràcies a l'avantatge aconseguit en la primera etapa, quan es presentà a l'arribada amb més de dos minuts sobre l'immediat perseguidor. Jerome Coppel (IAM Cycling) i Juan José Lobato (Movistar Team) completaren les places de podi.

## Equips
L'organització convidà a 16 equips: cinc de categoria World Tour i onze equips continentals professionals:
- equips World Tour: AG2R La Mondiale, FDJ, IAM Cycling, Movistar Team, Team Katusha
- equips continentals professionals: Androni Giocattoli-Sidermec, Cofidis, Direct Énergie, Fortuneo-Vital Concept, Delko-Marseille, Wanty-Groupe Gobert, Topsport Vlaanderen-Baloise, Drapac Professional Cycling, Team Roth, Roompot Oranje Peloton, Stölting Service Group

## Etapes
| Etapa | Data      | Recorregut                          |                           | Km    | Vencedor d'etapa       | Líder de la general |
| ----- | --------- | ----------------------------------- | ------------------------- | ----- | ---------------------- | ------------------- |
| 1a    | 5 d'abril | Château-du-Loir - Château-du-Loir   | Etapa plana               | 182,8 | Marc Fournier (FRA)    | Marc Fournier (FRA) |
| 2a A  | 6 d'abril | Saint-Mars-la-Jaille - Angers       | Etapa plana               | 85,1  | Bryan Coquard (FRA)    | Marc Fournier (FRA) |
| 2a B  | 6 d'abril | Angers - Angers                     | Contrarellotge indiviudal | 6,8   | Anton Vorobyev (RUS)   | Marc Fournier (FRA) |
| 3a    | 7 d'abril | Angers - Pré-en-Pail                | Etapa trencacames         | 190,3 | Anton Vorobyev (RUS)   | Marc Fournier (FRA) |
| 4a    | 8 d'abril | Le Mans (Abadia de l'Épau) - Arnage | Etapa plana               | 176,0 | Juan José Lobato (ESP) | Marc Fournier (FRA) |

## Classificació final
|    | Ciclista                | Equip                       | Temps       |
| -- | ----------------------- | --------------------------- | ----------- |
| 1  | Marc Fournier (FRA)     | FDJ                         | 16h 08' 40" |
| 2  | Jerome Coppel (FRA)     | IAM Cycling                 | + 1' 50"    |
| 3  | Juan José Lobato (ESP)  | Movistar Team               | + 2' 04"    |
| 4  | Thomas Voeckler (FRA)   | Direct Énergie              | + 2' 04"    |
| 5  | Gaetan Bille (BEL)      | Wanty-Groupe Gobert         | + 2' 05"    |
| 6  | Javier Moreno (ESP)     | Movistar Team               | + 2' 06"    |
| 7  | Mathias Frank (SUI)     | IAM Cycling                 | + 2' 08"    |
| 8  | Tiago Machado (POR)     | Team Katusha                | + 2' 11"    |
| 9  | Eliot Lietaer (BEL)     | Topsport Vlaanderen-Baloise | + 2' 16"    |
| 10 | Stephane Rossetto (FRA) | Cofidis                     | + 2' 20"    |

## Evolució de les classificacions
| Etapa  | Vencedor         | Classificació general | Classificació per punts | Classificació de la muntanya | Classificació dels joves | Classificació per equips |
| ------ | ---------------- | --------------------- | ----------------------- | ---------------------------- | ------------------------ | ------------------------ |
| 1      | Marc Fournier    | Marc Fournier         | Marc Fournier           | Marc Fournier                | Marc Fournier            | FDJ                      |
| 2 A    | Bryan Coquard    | Marc Fournier         | Bryan Coquard           | Marc Fournier                | Marc Fournier            | FDJ                      |
| 2 B    | Anton Vorobyev   | Marc Fournier         | Bryan Coquard           | Marc Fournier                | Marc Fournier            | FDJ                      |
| 3      | Anton Vorobyev   | Marc Fournier         | Anton Vorobyev          | Marc Fournier                | Marc Fournier            | FDJ                      |
| 4      | Juan José Lobato | Marc Fournier         | Anton Vorobyev          | Anton Vorobyev               | Marc Fournier            | FDJ                      |
| 0Final | 0Final           | Marc Fournier         | Anton Vorobyev          | Anton Vorobyev               | Marc Fournier            | FDJ                      |